# Seria Punta
De Seria Punta is een berg in Peru. De berg heeft een hoogte van 5567 meter.
De Seria Punta is onderdeel van de Cordillera Huayhuash, dat weer deel uitmaakt van het Andesgebergte.